# Hnilec (rivière)
Hnilec (hongrois : Gölnic, allemand : Göllnitz) est le principal affluent droit de l'Hornád qu'il rejoint au niveau du village de Margecany. Il coule à travers les Volovské vrchy.

## Villes et villages traversés
- Dobšinská ľadová jaskyňa
- Stratená
- Dedinky hameau de Dobšinská Maša
- Mlynky hameau de Palcmanská Maša, Prostredný Hámor, Rakovec et Sykavka
- Hnilec hameau de Delava
- Nálepkovo
- Švedlár
- Mníšek nad Hnilcom
- Helcmanovce
- Prakovce
- Gelnica
- Žakarovce hameau de Mária - Huta
- Jaklovce
- Margecany